# Liu Zhiyu
Liu Zhiyu (på kinesisk: 刘治宇) (født 5. januar 1993 i Shenzhen, Kina) er en kinesisk roer.
Zhiyu vandt en bronzemedalje i dobbeltsculler ved OL 2020 i Tokyo sammen med makkeren Zhang Liang. Franskmændene Hugo Boucheron og Matthieu Androdias vandt guld i disciplinen, mens hollænderne Melvin Twellaar og Stef Broenink tog sølvmedaljerne. Det var Kinas første medalje på herresiden i roning nogensinde.
Zhiyu og Zhang vandt desuden en VM-guldmedalje i dobbeltsculler ved VM 2019 i Ottensheim, Østrig.

## OL-medaljer
- 2020:  Bronze i dobbeltsculler